# Clavier accord

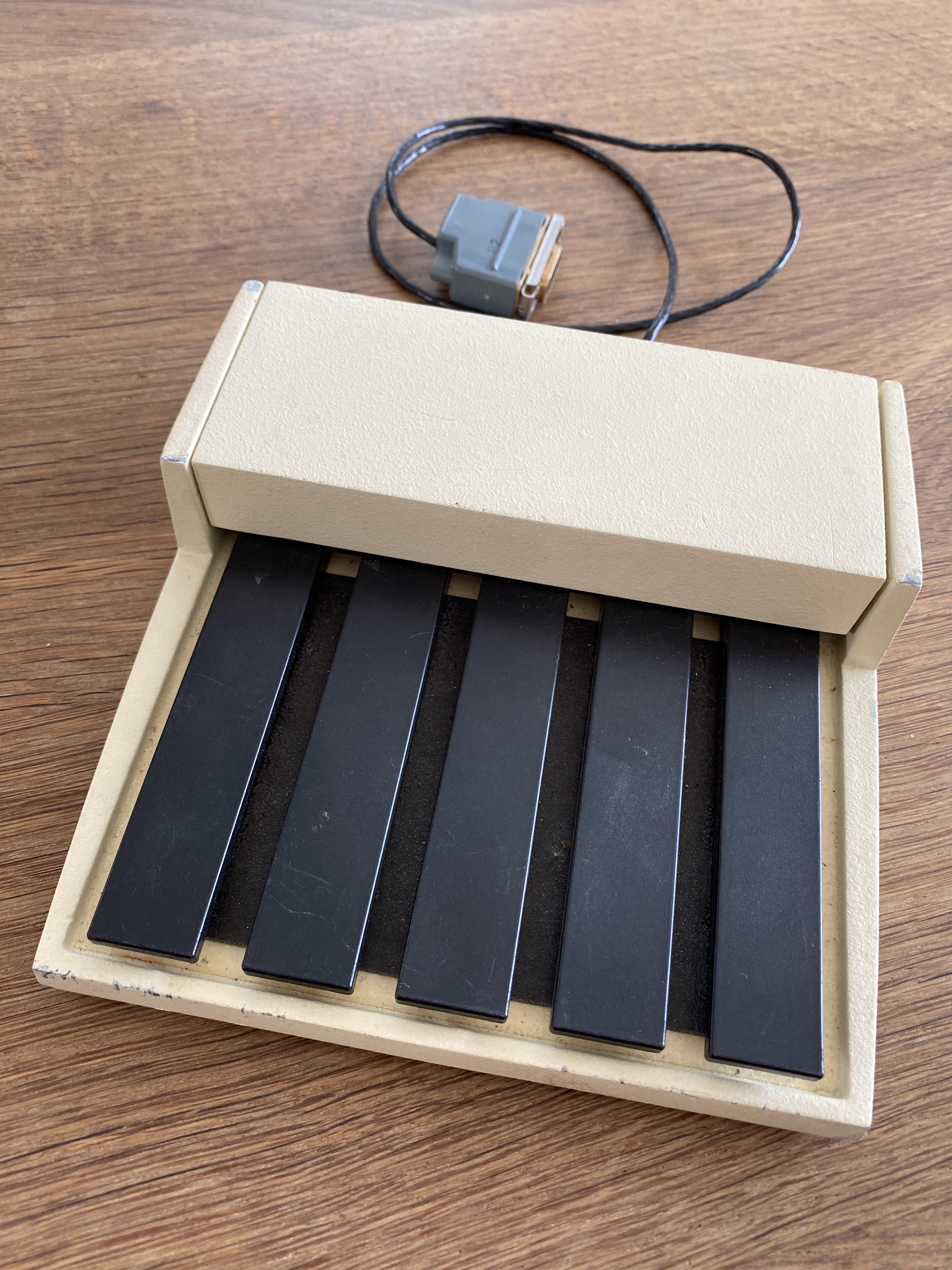
Clavier accord du Xerox Alto - ca. 1973.

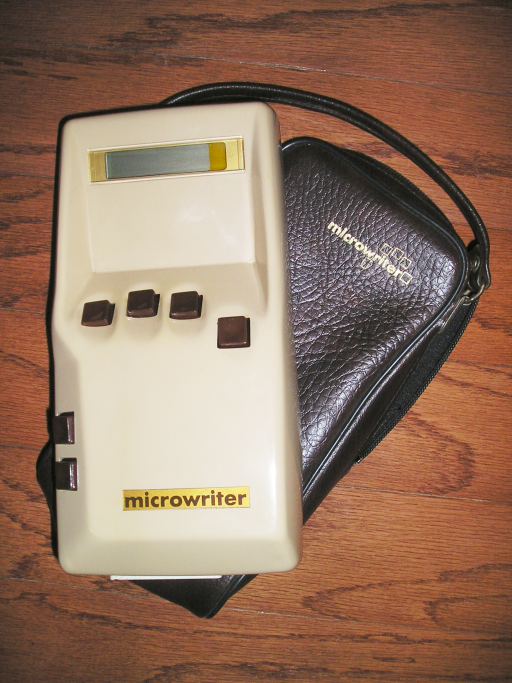
Un clavier accord Microwriter MW4 vers 1980.

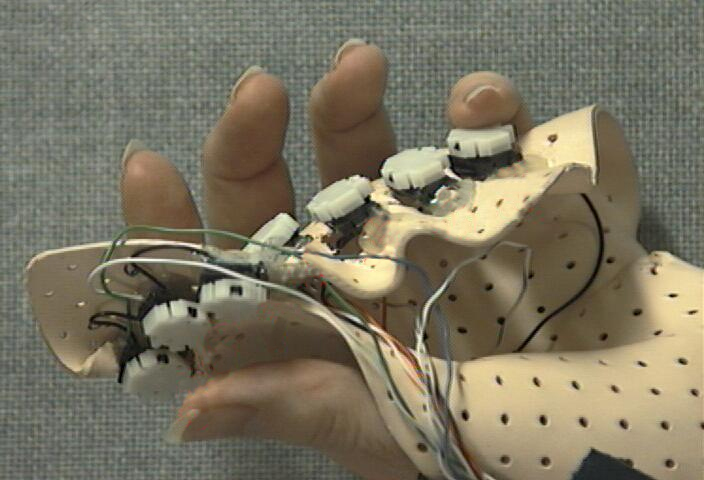
Un clavier accord flexible.

Un clavier accord est un clavier où chaque caractère est tapé en pressant plusieurs touches simultanément de la même manière que l'on joue une note sur un saxophone.

## Appareils où un tel clavier est utilisé
- Sténotype
- Microwriter
- CyKey, clavier accord sans fil
- Machine à écrire Perkins (écriture braille)